# Waldshut-Tiengen
Waldshut-Tiengen je grad u njemačkoj saveznoj pokrajini Baden-Württemberg. Nalazi se na jugo-zapadu direktno uz granicu sa Švicarskom. Nalazi se uz Rajnu na južnim rubu Schwarzwalda.
21,5 % radno sposobog pučanstva (godine: 2005) putuje svakodnevno preko granice u Švicarsku primjerice u Basel ili u tamošnju okolicu na posao.

## Vanjske poveznice
- Službena stranica (njem.)

### Ostali projekti
|  | Zajednički poslužitelj ima još gradiva o temi Waldshut-Tiengen |